# Tutela reale
Per "tutela reale", nel diritto del lavoro in Italia, si intende una garanzia a favore dei lavoratori dipendenti.

## Analisi
Si differenzia dalla cd. "tutela obbligatoria" in quanto ha ad oggetto la tutela dagli esiti di un licenziamento nullo od illegittimo in aziende che hanno più di 15 dipendenti.
In dette aziende, infatti, il lavoratore ingiustamente licenziato ha diritto non solo a un risarcimento del danno pari alle retribuzioni maturate e/o maturande dal licenziamento alla reintegra, ma anche alla reintegra stessa nel posto di lavoro che consiste nella ripresa della medesima attività lavorativa con azzeramento, quindi, degli effetti del recesso.
In sostituzione della reintegra, il lavoratore può richiedere la corresponsione di 15 mensilità della retribuzione globale di fatto, ai sensi dell'art. 18 legge n. 300 del 1970 (Statuto dei lavoratori).
La reintegra differisce dalla riassunzione perché non si tratta di un nuovo contratto di lavoro né in particolare di un contratto identico di contenuto al precedente, per inquadramento, mansione e retribuzione.
Applicando la tutela reale, il giudice dichiara che la risoluzione del rapporto di lavoro è illegittima, ossia nulla ab initio, e che dunque il contratto di lavoro non ha mai cessato di avere validità e di vincolare il datore agli impegni in esso sottoscritti. La legge italiana tiene conto delle oggettive difficoltà a trovare una nuova occupazione e un nuovo reddito per vivere, finita la copertura delle 15 mensilità. La reintegra è la conseguenza del duplice annullamento di un contratto, da parte del datore con il licenziamento e del giudice con la dichiarazione di illegittimità, che finisce per affermarne la validità.
Il licenziamento collettivo prevede una soglia minima di 5 persone in 120 giorni per configurarsi come tale, e, in ogni caso, non permette al datore di scegliere le persone da licenziare, vincolandolo a rispettare un criterio oggettivo, basato sull'anzianità di servizio e il carico famigliare dei dipendenti.

## Critiche

### Disparità con le piccole imprese
La tutela reale è stata oggetto di critiche perché nell'ordinamento italiano si applica solamente alle imprese che impiegano almeno 15 dipendenti, che sono il 10% delle imprese italiane (il 91.5% per Ue-25 ha meno di 9 dipendenti) e tuttavia occupano il 70% della forza lavoro. Da questa tutela sono esclusi un consistente numero di lavoratori, essendo il tessuto produttivo italiano composto da una prevalenza di piccole e medie imprese.

### "Nanismo" delle aziende italiane
Un altro argomento di critica riguarda il fatto che la tutela reale incentiverebbe il nanismo delle imprese italiane, fattore di scarsa competitività con aziende estere di respiro internazionale.
Le aziende sarebbero indotte a restare sotto i 15 dipendenti, per mantenere una libertà di licenziamento. Le imprese più grandi sarebbero indotte a "dividersi" in aziende sotto i 15 lavoratori, le quali di fatto operano come un'unica realtà produttiva.
Non mancano esempi di grandi multinazionali che occupano molte risorse in Paesi che prevedono il licenziamento solo tramite giusta causa. Tale distorsione del mercato potrebbe essere eliminata non necessariamente con l'abolizione della tutela reale e una riduzione dei diritti per i lavoratori, ma con leggi che permettano di conciliare entrambi gli aspetti, della libertà di licenziare e di fare massa critica: incentivi fiscali che inducano le aziende a aggregarsi e fare massa critica; le recenti leggi sui consorzi e sulle reti di impresa che restituiscono piena libertà alle aziende di aggregarsi per lo svolgimento di attività senza conferimenti di capitale o risorse umane, restando sotto i 15 dipendenti e con la possibilità di licenziare; il riconoscimento di soggettività giuridica ai gruppi industriali, realtà esistenti da sempre, ma formalmente equiparate a relazioni fra società giuridicamente distinte.
Un'accettazione diffusa della flessibilità, in termini di orario e di sede di lavoro, oltreché di mansione, unitamente a realtà aziendali più grandi, consentirebbe di garantire nel tempo una stabilità di impiego ai propri lavoratori.
Con una flessibilità in termini di sede, orari e mansione, variabili nel tempo, può esservi una stabilità almeno dei livelli occupazionali. La libertà di licenziamento ha storicamente prodotto in diversi Paesi l'esplosione della spesa pubblica e delle assunzioni nel pubblico impiego si pensi in Svezia e Norvegia con l'elevato prelievo fiscale e la vasta gamma di servizi pubblici che godono di un consenso generale, agli Stati Uniti dove 1 cittadino su 5 è dipendente dello Stato -in particolare in una delle 15 agenzie della sicurezza nazionale-, al Regno Unito dove la spesa pubblica raggiunge il 40% del PIL.

## Argomenti a favore

### Tutela reale come fondamento del giuslavorismo
La libertà di licenziamento potrebbe azzerare l'efficacia del giuslavorismo, inteso come insieme di diritti e tutele a protezione dei prestatori di lavoro. Il lavoratore può adire il giudice del lavoro e ottenere l'applicazione delle leggi vigenti, mentre il datore, potrebbe intimare il licenziamento, con altra motivazione e a distanza di tempo dalla sentenza, perché non sia ravvisabile un nesso di causalità fra i due fatti.
Data la libertà di licenziamento dei datori, l'esercizio concreto di qualunque diritto e tutela contemplati nel diritto del lavoro risulta disincentivato e penalizzante per il lavoratore.
Un'estensione delle fattispecie di licenziamento discriminatorio, nullo a priori, amplierebbe talmente le casistiche di lavoratori non licenziabili, da rendere inconsistente la discrezionalità concessa ai datori.

### Tutela reale e approccio partecipativo
La libertà di licenziamento confligge con la libertà di opinione e di azione richieste ai lavoratori, quando si intendano introdurre democrazia e pluralismo sindacale, un approccio più partecipativo e meno conflittuale nelle relazioni con i datori di lavoro.
Diversamente, in presenza di cogestione o di altre forme partecipative, è preclusa l'autonomia decisionale del sindacato e/o del singolo, che sono obbligati ad adeguarsi alle linee-guida indicate dalla proprietà.

## Inottemperanza dei datori di lavoro

### Conseguenze penali
L'inottemperanza a un ordine giudiziale assume rilevanza penale quando il contributo dell'obbligato è indispensabile a dare effettività alle prestazioni imposte dalla sentenza o alla natura interdittiva di questa. Il reato non dipende quindi dalla mancata autorità dell'organo giudiziale, ma dall'esigenza di garantire l'effettività della tutela giuridica, la concreta applicabilità delle sentenze, garantita dalla Costituzione..

### Conseguenze civilistiche
In caso di inottemperanza del datore di lavoro, il lavoratore che ottenga sentenza di annullamento del licenziamento e di condanna al pagamento della retribuzione spettantegli fino alla effettiva reintegra, può utilizzare tale sentenza che ha forza di titolo esecutivo. Il lavoratore può domandare l'esecuzione forzata e non necessita di un decreto ingiuntivo, per richiedere il pagamento delle mensilità arretrate. La sentenza costituisce titolo esecutivo anche se non specifica in cifre l'importo dovuto..
In qualità di creditore, il dipendente potrebbe presentare istanza di fallimento nei confronti dell'azienda, e tale atto non costituisce giusta causa di licenziamento: il lavoratore viene meno agli obblighi di fedeltà e diligenza nei confronti del datore per far valere un suo diritto legittimo. Analoga giurisprudenza vale per il dipendente, non sottoposto a provvedimenti di licenziamento, che vanta degli stipendi arretrati non pagati.
Il dipendente può chiedere il risarcimento del danno esistenziale derivante dalla mancata acquisizione di professionalità durante il periodo che va dall'atto di licenziamento alla effettiva reintegra. Se il datore non rispetta la sentenza di reintegra, il lavoratore può chiedere anche il risarcimento del danno morale, poiché tale inadempienza del datore reca grave pregiudizio alla sua immagine e reputazione.